# Delavska fronta
Delavska fronta (Hrvaško: Radnička fronta, krajše RF) je leva hrvaška politična stranka, ustanovljena 9. maja 2014.